# Game Done Changed
«Game Done Changed» (с англ. — «Игру сделано изменено») — десятая серия тридцать четвёртого сезона мультсериала «Симпсоны». Впервые вышла 4 декабря 2022 года в США на телеканале «Fox».

## Сюжет
Барт играет в жестокую видеоигру в виртуальной реальности, употребляя жестокие слова и матерясь. Но тут вмешивается Мардж, и останавливает игру. Вместе с Гомером они дают мальчику старый компьютер с игрой, безопасной для детей, — «Boblox». Мардж говорит, что это игра для всех возрастов, и даёт планшет с игрой Мэгги.
Когда Барт вместе с Милхаусом играет в игру, то замечают, что игра неисправна на старом компьютере, который они используют: когда Милхаус продает игровой ирокез за Bobux-ы, игровую валюту, он снова получает ирокез. Барт понимает, что это можно использовать для того, чтобы заработать деньги на игре. Для этого они собирают вместе других учащихся Спрингфилдской начальной школы, полной старых компьютеров, чтобы массово использовать неисправность.
Тем временем Мардж замечает, что Мэгги увлеклась игрой в «Boblox». Мардж решает тоже попробовать поиграть, и впоследствии принимает, что её дочь впервые в жизни может общаться с ней, с помощью эмодзи.
В школе директор Скиннер узнает, что Интернет-трафик школы вырос. Когда он идёт в компьютерный класс, то узнаёт про аферу Барта. Барт пытается убедить Скиннера позволить им продолжать кампанию и, через игру получать реальные деньги, часть которых Скиннер получит, чтобы улучшить школу, о чём тот мечтает. Скиннер соглашается помочь. Затем Барт рассказывает Сеймуру Скиннеру, как через ряд приложений они переводят Bobux-ы в датские кроны.
В это время Мардж общается с Мэгги в игре, и ребёнок говорит маме, что любит её. Мардж радуется, и тут приходит Гомер, который спрашивает у жены, как высушить штаны в микроволновке. Но тот, узав, что Мэгги может говорить в игре, начинает её расспрашивать, на что та говорит, что любит его, и он очень радуется.
Впоследствии Скиннер начинает жестоко относиться к учащимся заставляя их играть больше и больше. Неожиданно в игре на учащихся нападает группа игроков «Подсолнухи» из другой школы.
Барт выясняет, что это школа «Безграничные горизонты» с педагогикой Монтессори. Он и Скиннер пытаются уговорить директора Сандру остановить своих учеников. Однако они осознают, что не Сандра руководит школой, а ученица Энн. Девочка и Барт почти договорились разделить территорию в игре, однако Скиннер отказывается делиться, и объявляет войну «Подсолнухами». Когда Барт возвращается, Сеймур увольняет его из команды и делает Милхауса новым лидером для войны против «Подсолнухов».
На «Майтубе» известные блогеры, Астрид и Картошка фри, выкладывают видео о том, что в «Boblox-е» происходит война.
Тем временем Гомер достраивает свой дом, и Мардж говорит, что жаль, что Лиза не видит как говорит Мэгги. Но тут к ним в игре приходит Лиза, и говорит, что они очень многое пропустили. Затем Симпсоны начинают играть в волейбол головой Гомера.
Несмотря на всё ученики Спрингфилдской начальной школы начинают серьёзно проигрывать войну, поэтому Скиннер предпринимает радикальные меры, чтобы победить. Он берёт бульдозер и готовится снести здание компьютерного класса «Безграничных горизонтов». Однако, появляется Барт и умирят Скиннера, остановив его. Вдвоём они возвращаются домой.
В финальной сцене Нед Фландерс замечает, что газеты Симпсонов сильно накопились, он идёт в дом, чтобы отдать их, и заодно проведать соседей. Обнаружив Гомера, Мардж, Лизу и Мэгги «приклеенными» к своим экранам, Нед отступает и выбегает из дома.
В сцене во время титров под музыку показывается нарезка кадров из серии.

## Производство
Мир Boblox — сатира на видеоигру Roblox. По словам соисполнительного продюсера Роба Лазебника, для пародирования игры творческая команда потратила много времени на цвета «Boblox», фоны, звуки и пищание.
Сцену с тако из мира «Boblox» сократили во времени.

## Культурные отсылки и интересные факты
- Игра «Boblox» — это сатира на видеогру «Roblox»[1].
- Сюжет серии отдаленно напоминает фильм 2022 года «Jerry and Marge Go Large» (с англ. — «Джерри и Мардж идут по-большому»), в котором, решая головоломки из коробок с хлопьями, менеджер решает обмануть лотерею из-за сбоя[4].
- Скиннер приводит цитату из эпизода сериала «Прослушка»[4].
- В конечных титрах звучит песня «Way Down in the Hole» группы «Blind Boys of Alabama»[5].

## Отзывы
Во время премьеры серию просмотрели 1,16 млн человек с рейтингом 0.4, что сделало её самым популярным шоу на канале Fox той ночью.
Тони Сокол из Den of Geek дал серии четыре с половиной звезды из пяти.
Сайт «Bubbleblabber» оценил серию на 6,5/10.